# Leśna (Żywiec)
Pour les articles homonymes, voir Leśna (homonymie).
Leśna est une localité polonaise de la gmina de Lipowa, située dans le powiat de Żywiec en voïvodie de Silésie.